# Tsander (cráter)

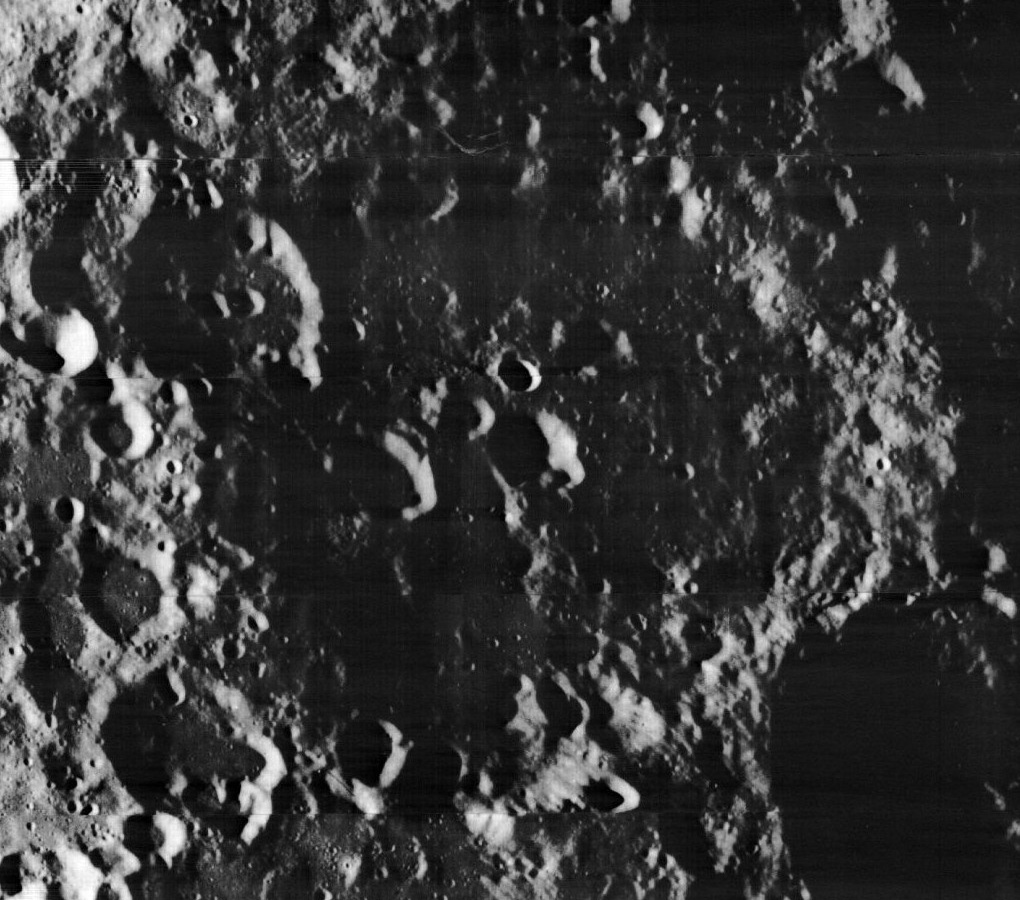
Imagen de la misión Lunar Orbiter 1

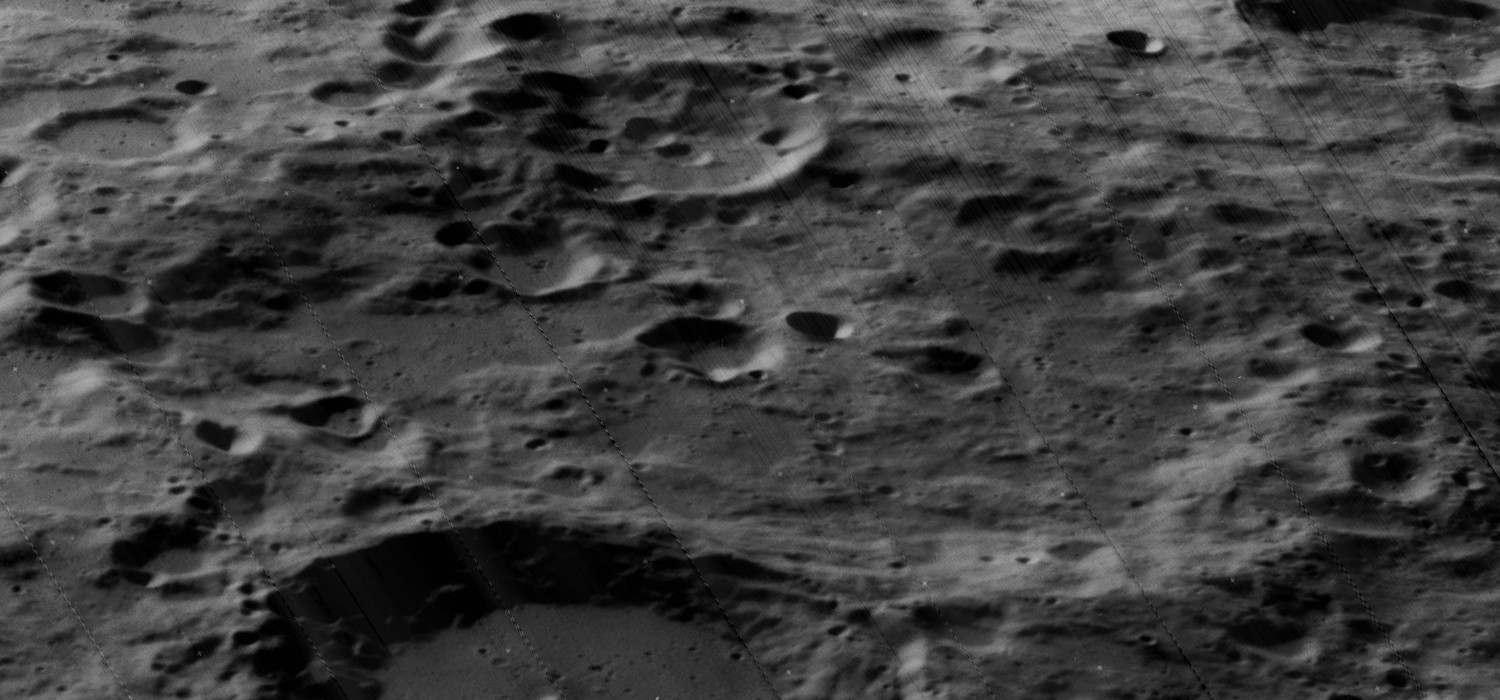
Imagen oblicua de la misión Lunar Orbiter 5

Tsander es un gran cráter de impacto perteneciente a la cara oculta de la Luna. Junto al borde exterior sureste está el cráter más joven Kibal'chich. Al noroeste se halla Dirichlet, y al noreste Artem'ev.
|  |

Se trata de una formación de cráteres muy desgastada, con un borde exterior que se ha convertido en una sucesión vagamente circular e irregular de elevaciones, debido a la erosión de impactos masivos. Presenta una protuberancia hacia el sur-suroeste, y un cráter más pequeño atraviesa el borde en el sector oeste-noroeste. El suelo interior tiene crestas bajas y áreas irregulares, muy probablemente como resultado de grandes depósitos de eyección. Un grupo de pequeños cráteres yace cerca del punto medio de la plataforma interior, con los desgastados restos de un par de impactos más antiguos situados en el norte y en el oeste.
Tsander se encuentra al sureste de la Cuenca Dirichlet-Jackson.
Este cráter toma su nombre de la representación cirílica de Friedrich Zander, un desarrollador pionero del motor cohete.

## Cráteres satélite
Por convención estos elementos son identificados en los mapas lunares poniendo la letra en el lado del punto medio del cráter que está más cercano a Tsander.
|         | \| Tsander \| Coordenadas \| Diámetro \| \| ------- \| ------------------------------- \| -------- \| \| B \| 9°01′N 147°41′O / 9.01, -147.68 \| 55 km \| \| R \| 3°03′N 152°49′O / 3.05, -152.81 \| 34 km \| \| S \| 5°21′N 150°02′O / 5.35, -150.04 \| 18 km \| \| V \| 7°28′N 154°05′O / 7.46, -154.08 \| 35 km \| |          |
| Tsander | Coordenadas | Diámetro |
| B       | 9°01′N 147°41′O / 9.01, -147.68 | 55 km    |
| R       | 3°03′N 152°49′O / 3.05, -152.81 | 34 km    |
| S       | 5°21′N 150°02′O / 5.35, -150.04 | 18 km    |
| V       | 7°28′N 154°05′O / 7.46, -154.08 | 35 km    |